# Cláudio Castro
Cláudio Bomfim de Castro e Silva (Santos, 29 de março de 1979) é um advogado e político brasileiro, filiado ao Partido Liberal (PL) e atual governador do Rio de Janeiro. Como vice-governador, assumiu interinamente o governo do estado em 28 de agosto de 2020 em decorrência do afastamento do titular Wilson Witzel, tomando posse efetivamente no cargo em 1 de maio de 2021. Foi eleito governador propriamente na eleição de 2022 com 58,67% dos votos, tornando-se o segundo governador mais jovem da história e o mais jovem eleito após a redemocratização brasileira.

## Biografia
Cláudio Castro nasceu em Santos (SP), mas ainda criança mudou-se para a cidade do Rio de Janeiro. Em 2005, formou-se em Direito pelo Centro Universitário da Cidade do Rio de Janeiro (UniverCidade), instituição de ensino particular descredenciada pelo Ministério da Educação em 2014. Além de advogado, também é músico, compositor e cantor, autor de dois álbuns de música católica.
Castro também é membro da Renovação Carismática Católica há mais de vinte anos e foi coordenador arquidiocesano do Ministério de Fé e Política da Arquidiocese do Rio de Janeiro. Além disso, foi um dos animadores oficiais do evento Rio de Água Viva, maior retiro popular da Renovação Carismática Católica do Rio, que já chegou a reunir mais de dez mil participantes durante os dias de Carnaval.

## Trajetória política
Cláudio Castro começou sua trajetória política em 2004 como chefe de gabinete do então vereador Márcio Pacheco, com quem seguiu para Assembleia Legislativa do Estado do Rio de Janeiro até 2016, também como chefe de gabinete.
Em 2013, trabalhou como assessor especial na Câmara dos Deputados, em Brasília.

### Vereador
Em 2016, Cláudio Castro foi eleito para a Câmara Municipal do Rio de Janeiro com 10 262 votos, sendo o 56º candidato a vereador mais votado. Isso veio depois de uma primeira tentativa sem êxito em 2012, quando obteve 8 298 votos.
Castro é autor do projeto que originou a lei municipal 6.346/2018, promulgado após a derrubada do veto do prefeito Marcelo Crivella, que estabelece a obrigatoriedade da utilização de percentual mínimo de 10% do valor arrecadado com as multas de trânsito para assegurar a mobilidade e acessibilidade a pessoas com deficiência.

### Vice-governador

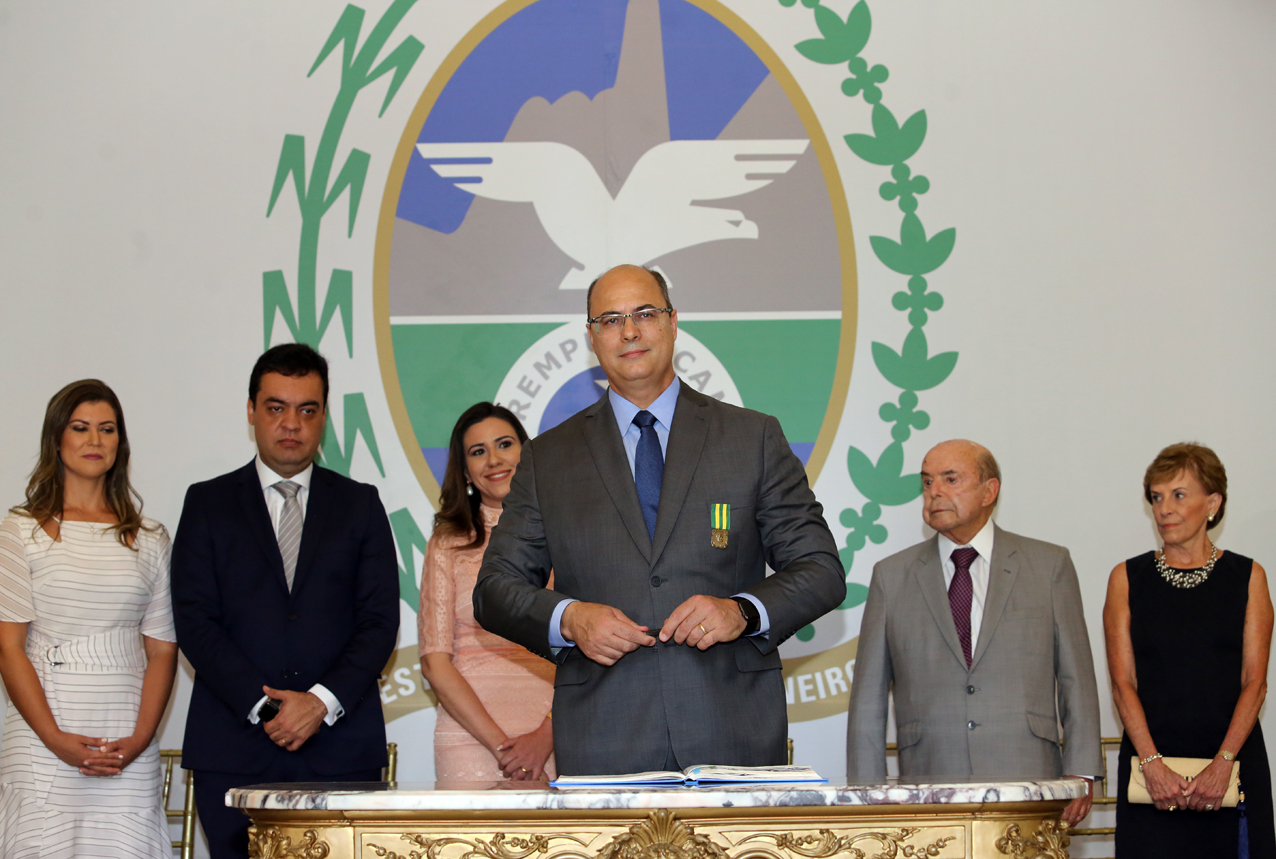
Cláudio Castro, então vice-governador, participa da posse de Wilson Witzel como Governador do Rio de Janeiro, em janeiro de 2019.

Em 6 de agosto de 2018, o Partido Social Cristão (PSC) confirmou que Claudio Castro seria o candidato a vice-governador do estado do Rio de Janeiro na chapa de Wilson Witzel (PSC), e que a legenda não teria alianças na corrida pelo governo do estado. Em 28 de outubro de 2018, a chapa foi eleita no segundo turno das eleições com 59,87% (4 675 355) dos votos válidos, para um mandato de quatro anos.

## Governo do Rio de Janeiro

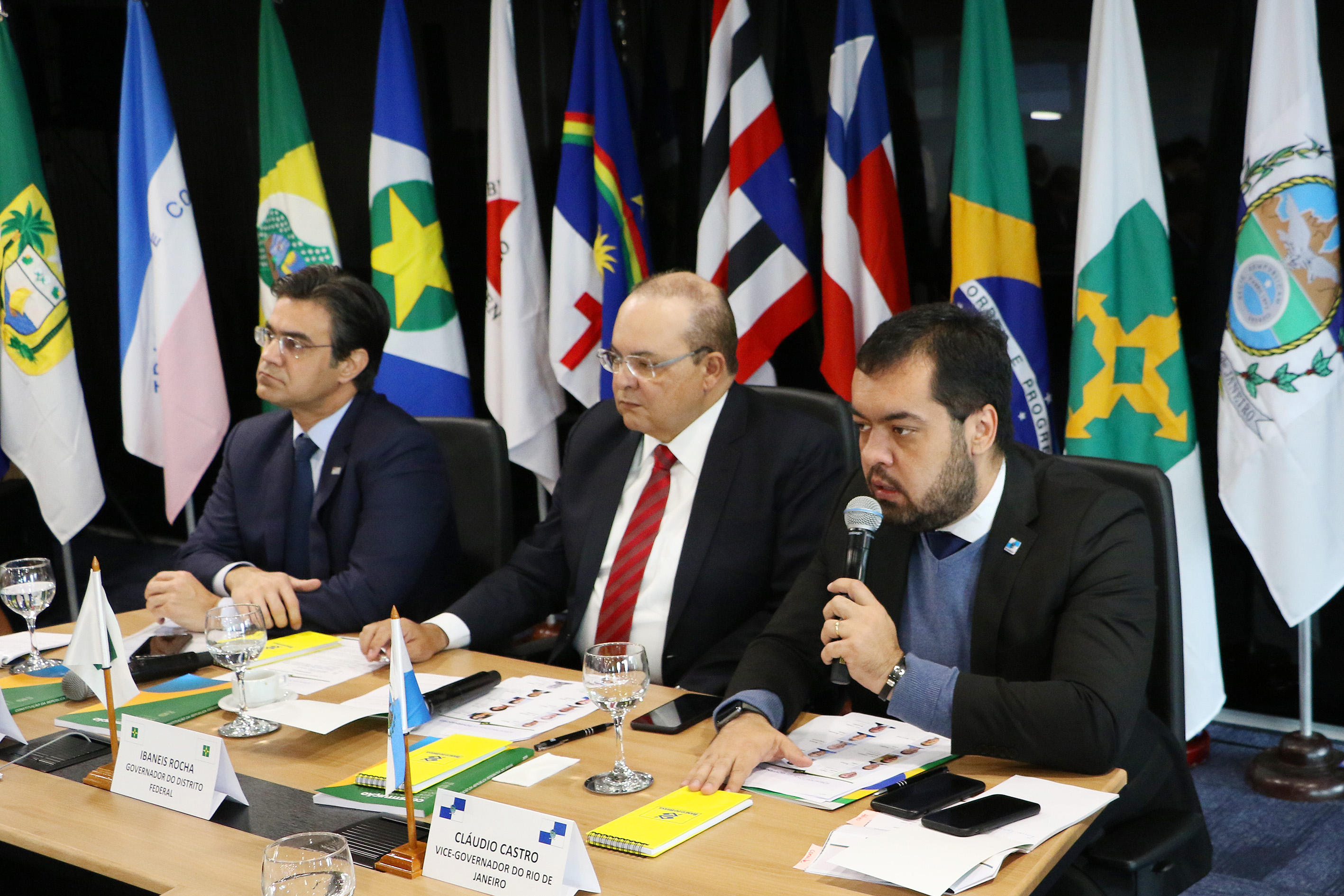
Cláudio, à direta e no microfone, ao lado dos governadores Ibaneis Rocha (do Distrito Federal) e o vice-governador Rodrigo Garcia (de São Paulo), no VI Fórum Nacional dos Governadores

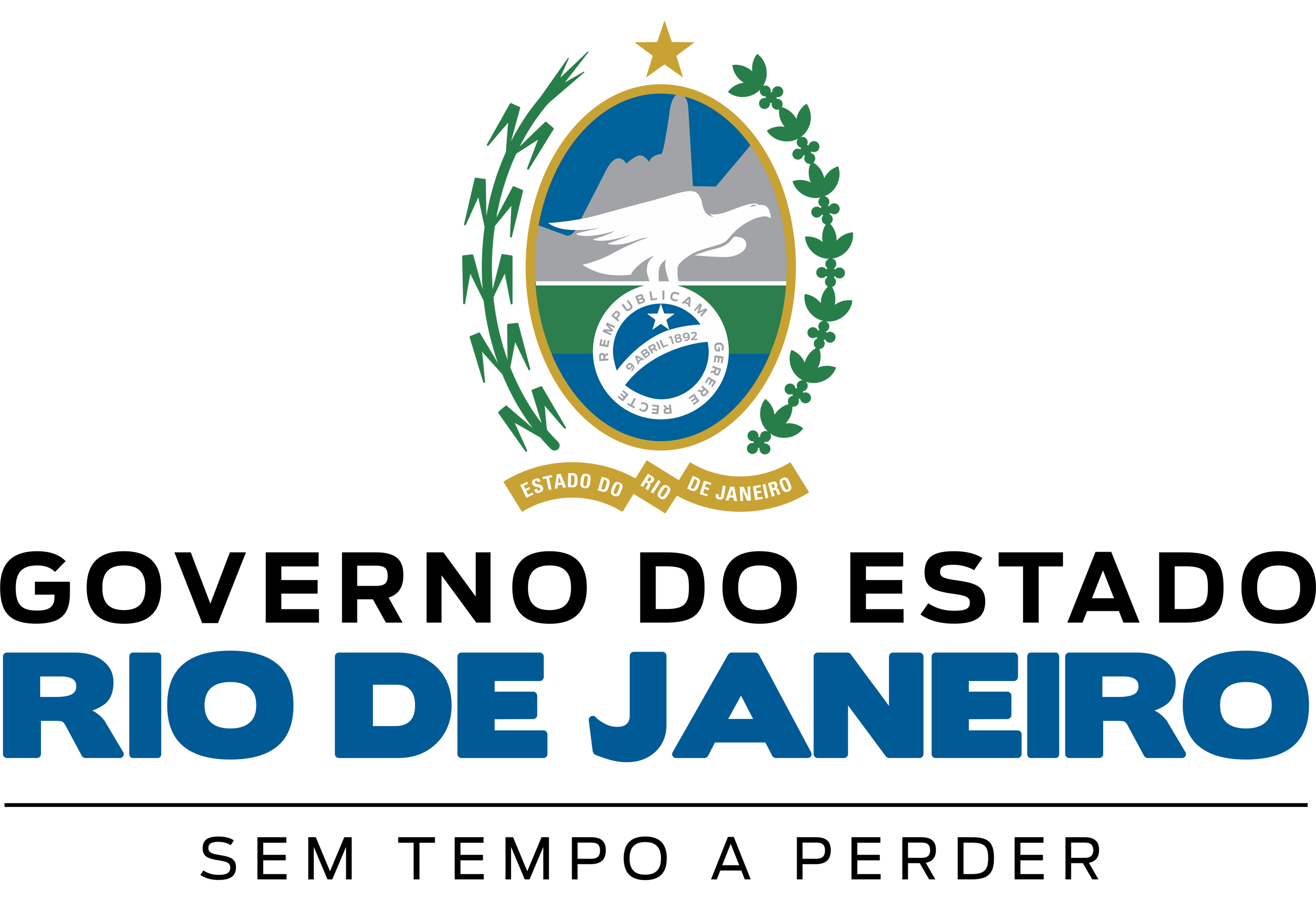
Logomarca do governo do Rio de Janeiro adotada sob Cláudio Castro

Em 28 de agosto de 2020, Cláudio Castro assumiu interinamente o governo do estado do Rio de Janeiro em decorrência do afastamento do titular Wilson Witzel. Após o impeachment de Witzel, Castro assumiu o governo do estado definitivamente, em 1º de maio de 2021.

#### Investigação por recebimento de propina
Em março de 2021, Bruno Selem, ex-funcionário da empresa Servlog, delatou ao Ministério Público (MP) que, em 2019, quando ainda era vice-governador, Cláudio Castro recebeu 100 mil reais em propina de um empresário investigado por corrupção. Vídeos divulgados na imprensa mostram o encontro de Castro com Flavio Chadud, dono da Servlog, empresa que tinha contratos com uma fundação subordinada à vice-governadoria do estado, a Fundação Leão XIII. No dia seguinte ao encontro, Chadud foi preso na primeira fase da Operação Catarata, que investigou justamente irregularidades em contratos da tal fundação. A investigação do MP apura se Cláudio Castro recebia propina da empresa Servlog desde quando era vereador da cidade do Rio, entre 2017 e 2018. Após a delação, Castro se manifestou por meio de nota afirmando estar processando o delator Bruno Selem em diversas instâncias por calúnia e denunciação caluniosa. Já em 4 de julho de 2022, o Tribunal de Justiça do Rio de Janeiro decidiu enviar ao Superior Tribunal de Justiça (STJ) um recurso do governador Cláudio Castro pedindo a anulação do acordo de delação premiada em que ele é acusado por suposta falta de transparência, fidelidade e a voluntariedade da delação.
Também em 2021, o MP abriu investigação contra Cláudio por suspeita de fraude na compra de mais de um milhão de cestas básicas durante a pandemia de COVID-19. Segundo o Tribunal de Contas do Rio de Janeiro (TCE), o prejuízo aos cofres públicos pode chegar a R$ 3,4 milhões de reais. A apuração do TCE apontou 11 irregularidades nos contratos de compra da Fundação Leão XIII, entre elas a suspeita de direcionamento das contratações e a escolha da proposta mais cara para a compra das cestas básicas. Mesmo após o procurador-geral de justiça Luciano Oliveira Mattos de Souza encaminhar ofício ao gabinete do governador solicitando que ele se manifestasse por escrito sobre as irregularidades constatadas nos processos do TCE, não houve retorno de Cláudio Castro.
Em janeiro de 2024, um relatório da Polícia Federal (PF) indicou sete ocasiões, entre 2017 e 2019, em que Castro recebeu propina. Os valores chegariam a 326 mil reais e também 20 mil dólares (que ele teria recebido durante uma viagem à Disney). Castro negou as acusações, dizendo que eram "infundadas, velhas e requentadas".
Em julho de 2024, a PF indiciou Cláudio Castro pelos crimes de corrupção e peculato e pediu seu afastamento. A defesa do governador afirmou que pediria a nulidade da investigação da PF, dizendo que as acusações eram "infundadas".

#### Chacinas policiais
O governo de Cláudio Castro no Rio de Janeiro foi marcado por chacinas policiais. Entre elas, a Chacina do Jacarezinho, conhecida por ser a mais letal da história do Brasil; a Chacina da Vila Cruzeiro, que ocupa o segundo lugar; e a Chacina do Complexo do Alemão, o quinto. De acordo com o pesquisador Daniel Hirata, coordenador do Grupo de Estudos dos Novos Ilegalismos (Geni/UFF), a principal característica do seu governo é o negacionismo em segurança pública, ao incentivar a violência policial. Todas as operações foram feitas contra a decisão do Supremo Tribunal Federal de restringir ações policiais durante a pandemia de COVID-19.
Já em outubro de 2021, a imprensa divulgou que pelo menos cinco membros dos Guardiões do Crivella, isto é, funcionários pagos com dinheiro público para impedir denúncias na Saúde durante a gestão municipal anterior, passaram a fazer parte do governo de Cláudio Castro.

## Histórico eleitoral
| Ano  | Eleição                     | Partido | Coligação | Candidato a                                  | Votos     | %                 | Resultado | Ref    |
| ---- | --------------------------- | ------- | --- | -------------------------------------------- | --------- | ----------------- | --------- | ------ |
| 2012 | Municipal do Rio de Janeiro | PSC     | Somos um Rio (PMDB, PSC)                                                                                              | Vereador                                     | 8.298     | 0,27%             | Suplente  | [ 30 ] |
| 2016 | Municipal do Rio de Janeiro | PSC     | Sem coligação proporcional                                                                                            | Vereador                                     | 10.262    | 0,35%             | Eleito    | [ 31 ] |
| 2018 | Estaduais no Rio de Janeiro | PSC     | Mais Ordem, Mais Progresso (PSC, PROS)                                                                                | Vice-governador Titular: Wilson Witzel (PSC) | 3.154.771 | 41,28% (1º Turno) | Eleito    | [ 32 ] |
| 2018 | Estaduais no Rio de Janeiro | PSC     | Mais Ordem, Mais Progresso (PSC, PROS)                                                                                | Vice-governador Titular: Wilson Witzel (PSC) | 4.675.355 | 59,87% (2º Turno) |           | [ 32 ] |
| 2022 | Estaduais no Rio de Janeiro | PL      | Rio Unido e Mais Forte (PL, MDB, Avante, DC, PMN, PODE, PP, PROS, Republicanos, PRTB, PSC, PTB, Solidariedade, UNIÃO) | Governador                                   | 4.930.288 | 58,27%            | Eleito    | [ 4 ]  |